# Club de Fútbol Oaxtepec
O Club de Fútbol Oaxtepec foi uma equipe mexicana que disputou a primeira divisão nacional. Sua sede era a cidade de Oaxtepec, Estado de Morelos. Foi fundada em 1979, seu mascote era um falcão e mandava seus jogos no estádio Unidad Deportiva del IMSS.
O clube nasceu como propriedade do Instituto Mexiacano del Seguro Social (IMSS) na terceira divisão em 1979/1980 vencendo a final contra os Águilas de la UPAEP e ascendendo a segundona.
Jogou dois anos na segunda divisão, na temporada 80/81 teve participação discreta, porém em 81/82 a equipe foi campeã vencendo na final os Coras de Tepic, conseguindo subir para a primeira divisão.
Em sua primeira temporada na primeira conseguiu um honroso 4º lugar geral, na temporada seguinte repetiu a colocação, porém em 83/84 a franquia foi vendida para converter-se nos Angeles de Puebla, que só durou uma temporada, passando depois a ser o Santos Laguna..

## Jogadores notáveis
Argentina
- Ricardo La Volpe

## Títulos
- Campeonato Mexicano (Segunda División Profesional)

1979-80
- Campeonato Mexicano (Tercera División de México)

198-82